# Műugrás a 2010. évi nyári ifjúsági olimpiai játékokon
A 2010. évi nyári ifjúsági olimpiai játékokon a műugrás versenyeinek Szingapúrban a Toa Payoh Swimming Complex adott otthont augusztus 21. és 24. között. A fiúknál és a lányoknál is 3 méteres és 10 méteres műugrásban avattak ifjúsági olimpiai bajnokot.

## Naptár
| Forduló   | Lány 10 m augusztus 21. | Fiú 3 m augusztus 22. | Lány 3 m augusztus 23. | Fiú 10 m augusztus 24. |
| --------- | ----------------------- | --------------------- | ---------------------- | ---------------------- |
| Selejtező | 13:30                   | 13:30                 | 13:30                  | 13:30                  |
| Döntő     | 20:30                   | 20:30                 | 20:30                  | 20:30                  |

## Éremtáblázat
(Az egyes számoszlopok legmagasabb értéke, vagy értékei vastagítással kiemelve.)
| A 2010. évi nyári ifjúsági olimpiai játékok éremtáblázata műugrásban | A 2010. évi nyári ifjúsági olimpiai játékok éremtáblázata műugrásban | A 2010. évi nyári ifjúsági olimpiai játékok éremtáblázata műugrásban | A 2010. évi nyári ifjúsági olimpiai játékok éremtáblázata műugrásban | A 2010. évi nyári ifjúsági olimpiai játékok éremtáblázata műugrásban | Olimpia  |
| -------------------------------------------------------------------- | -------------------------------------------------------------------- | -------------------------------------------------------------------- | -------------------------------------------------------------------- | -------------------------------------------------------------------- | -------- |
|                                                                      | Ország                                                               | Arany                                                                | Ezüst                                                                | Bronz                                                                | Összesen |
| 1.                                                                   | Kína (CHN)                                                           | 4                                                                    | 0                                                                    | 0                                                                    | 4        |
|                                                                      |                                                                      |                                                                      |                                                                      |                                                                      |          |
| 2.                                                                   | Ukrajna (UKR)                                                        | 0                                                                    | 2                                                                    | 1                                                                    | 3        |
| 3.                                                                   | Malajzia (MAS)                                                       | 0                                                                    | 2                                                                    | 0                                                                    | 2        |
|                                                                      |                                                                      |                                                                      |                                                                      |                                                                      |          |
| 4.                                                                   | Észak-Korea (PRK)                                                    | 0                                                                    | 0                                                                    | 1                                                                    | 1        |
|                                                                      | Mexikó (MEX)                                                         | 0                                                                    | 0                                                                    | 1                                                                    | 1        |
|                                                                      | Egyesült Államok (USA)                                               | 0                                                                    | 0                                                                    | 1                                                                    | 1        |
|                                                                      |                                                                      |                                                                      |                                                                      |                                                                      |          |
| Összesen                                                             | Összesen                                                             | 4                                                                    | 4                                                                    | 4                                                                    | 12       |

## Érmesek

### Fiú
| Versenyszám                      | Arany               | Arany  | Ezüst                             | Ezüst  | Bronz                                  | Bronz  |
| -------------------------------- | ------------------- | ------ | --------------------------------- | ------ | -------------------------------------- | ------ |
| 3 m Döntő: augusztus 22., 20:30  | Qiu Bo · Kína (CHN) | 607.15 | Olekszandr Bondar · Ukrajna (UKR) | 565.35 | Michael Hixon · Egyesült Államok (USA) | 554.65 |
| 10 m Döntő: augusztus 24., 20:30 | Qiu Bo · Kína (CHN) | 673.50 | Olekszandr Bondar · Ukrajna (UKR) | 605.55 | Iván García · Mexikó (MEX)             | 515.70 |

### Lány
| Versenyszám                      | Arany                 | Arany  | Ezüst                             | Ezüst  | Bronz                               | Bronz  |
| -------------------------------- | --------------------- | ------ | --------------------------------- | ------ | ----------------------------------- | ------ |
| 3 m Döntő: augusztus 23., 20:30  | Liu Jiao · Kína (CHN) | 511.35 | Pandelela Rinong · Malajzia (MAS) | 444.15 | Viktorija Potyehina · Ukrajna (UKR) | 433.55 |
| 10 m Döntő: augusztus 21., 20:30 | Liu Jiao · Kína (CHN) | 479.60 | Pandelela Rinong · Malajzia (MAS) | 454.35 | Ji Hyang Sin · Észak-Korea (PRK)    | 430.20 |